# River Rother (vattendrag)
River Rother är ett vattendrag i Storbritannien.   Det ligger i riksdelen England, i den södra delen av landet, 70 km söder om huvudstaden London.